# Комптон, Чарльз, 1-й маркиз Нортгемптон
Чарльз Комптон, 1-й маркиз Нортгемптон (англ. Charles Compton, 1st Marquess of Northampton; 24 марта 1760 — 24 мая 1828) — британский пэр и политик, известный как лорд Комптон с 1763 по 1796 год и как 9-й граф Нортгемптон с 1796 по 1812 год.

## Биография
Чарльз Комптон родился 24 марта 1760 года и стал единственным сыном Спенсера Комптона, 8-го графа Нортгемптона, и его жены Джейн (урожденной Лоутон). Он получил образование в Вестминстере, Илингской школе и Тринити-колледже в Кембридже (1776—1779).
18 февраля 1793 года Чарльз Комптон был назначен заместителем лейтенанта Нортгемптоншира, где его отец занимал должность лорда-лейтенанта в 1771—1796 годах. В 1784 году лорд Комптон был избран в Палату общин Великобритании от Нортгемптона. Это место он занимал до 7 апреля 1796 года, когда сменил своего отца в качестве 9-го графа Нортгемптона и вошел в Палату лордов . Его двоюродный брат Спенсер Персиваль, впоследствии премьер-министр, сменил его на посту члена парламента. Лорд Нортгемптон также служил лордом-лейтенантом Нортгемптоншира с 1796 по 1828 год.
7 сентября 1812 года для Чарльза Комптона были созданы титулы барона Уилмингтона из Уилмингтона в графстве Сассекс, графа Комптона из Комптона в графстве Уорикшир и маркиза Нортгемптона.

## Личная жизнь
18 августа 1787 года лорд Нортгемптон женился на Мэри Смит, дочери Джошуа Смита из Эрлстока, Уилтшир, и Сары Гилберт. Он умер в мае 1828 года в возрасте 68 лет в Дрездене и был похоронен в замке Эшби, одном из семейных поместий. Его титулы унаследовал его сын Спенсер. Леди Нортгемптон умерла в 1843 году. У маркиза и маркизы Нортгемптон было двое детей:
- Леди Фрэнсис Элизабет Комптон  (? — 2 марта 1883), муж с 1829 года Чарльз Скрейз Диккенс (1794—1875), от брака с которым у неё было четверо детей.
- Спенсер Джошуа Элвин Комптон, 2-й маркиз Нортгемптон  (2 января 1790 — 17 января 1851).